# Torneo Clausura 2025 de Primera B (Liga Catamarqueña)
El Torneo Clausura 2025 de Primera División B, organizado por la Liga Catamarqueña de Fútbol, será el segundo y último torneo del año, jugándose la temporada 51 de la segunda categoría del fútbol capitalino. Iniciará el 6 de septiembre y finalizaría el 16 de noviembre.
Lo disputarán los once equipos pertenecientes a dicha división. El campeón obtendrá la plaza al próximo Torneo Provincial de Fútbol.
El 13 de marzo, quedó definido el nuevo formato para esta temporada.
El sorteo del fixture se realizará semanas previas al comienzo de la competición.

## Ascensos y descensos
| Pos. | Descendido de la Primera División 2025 |
| ---- | -------------------------------------- |
| —    | No hubo                                |

| Pos.             | Ascendidos de la Primera B 2025 |
| ---------------- | ------------------------------- |
| Campeón Apertura | Vélez Sarsfield                 |
| Campeón Petit    | El Auténtico                    |

## Formato
Los 11 equipos jugarán 10 partidos cada uno a lo largo de 11 fechas, en una sola rueda, bajo el sistema de todos contra todos. En este torneo se usará el sistema de puntos, de acuerdo a la reglamentación de la Internacional F. A. Board, asignándose tres puntos al equipo que resulte ganador, un punto a cada uno en caso de empate y cero puntos al perdedor.
El club que resulte campeón obtendrá la segunda plaza al Torneo Provincial de Fútbol 2026.
Criterio de desempate en igualdad de puntos
- En el caso de igualdad de puntos entre dos o más equipos para determinar cualquier ubicación en la tabla de posiciones, se aplicará el siguiente sistema:

En favor del equipo que, considerando exclusivamente los partidos disputados contra aquel o aquellos con los que hubiera empatado la posición, hubiera obtenido mayor cantidad de puntos o, en caso de empate, en el siguiente orden:
1. Mayor diferencia de goles.
2. Mayor cantidad de goles a favor.
3. Mayor cantidad de goles como visitante.
4. Sorteo a realizarse en sede del consejo ejecutivo, dentro de las 48 horas.

## Equipos participantes
| Nombre del club                                          | Ciudad                              | Departamento | Fundación               | Temporadas |
| -------------------------------------------------------- | ----------------------------------- | ------------ | ----------------------- | ---------- |
| Club Fiel, Deportiva, Social y Cultural Asociación Civil | San Fernando del Valle de Catamarca | Capital      | 20 de mayo de 2007      | 6          |
| Club Deportivo Valle Chico                               | San Fernando del Valle de Catamarca | Capital      | 22 de febrero de 2017   | 6          |
| Club Social Inter del Norte                              | San Fernando del Valle de Catamarca | Capital      | 18 de enero de 2012     | 2          |
| La Banda Club de Fútbol                                  | San Fernando del Valle de Catamarca | Capital      | 28 de enero de 2006     | 3          |
| Club Social, Cultural y Deportivo La Estación            | Miraflores                          | Capayán      | 11 de mayo de 2010      | 2          |
| Club Atlético Liberal Argentino                          | San Fernando del Valle de Catamarca | Capital      | 13 de julio de 1963     | 8          |
| Club Social y Deportivo Parque Daza                      | San Fernando del Valle de Catamarca | Capital      | 10 de diciembre de 1961 | 29         |
| Club Atlético Rivadavia                                  | Huillapima                          | Capayán      | 9 de julio de 1923      | 4          |
| Club Atlético San Isidro                                 | Colonia Nueva Coneta                | Capayán      | 26 de julio de 2016     | 5          |
| Club Sportivo y Cultural San Martín                      | Chumbicha                           | Capayán      | 1 de noviembre de 1958  | 5          |
| Club Atlético Sarmiento                                  | San Fernando del Valle de Catamarca | Capital      | 12 de junio de 1912     | 15         |

### Distribución geográfica de los equipos
| Departamento | Cant. | Equipos |
| ------------ | ----- | --- |
| Capital      | 7     | Club Fiel, Deportivo Valle Chico, Inter del Norte, La Banda CF, Liberal Argentino, Parque Daza y Sarmiento. |
| Capayán      | 4     | La Estación (Miraflores), Rivadavia (Huillapima), San Isidro (Nueva Coneta) y San Martín (Chumbicha)        |
| Total        | 11    | |

## Competición

### Tabla de posiciones
| Pos. | Equipo                    | Pts. | PJ | G | E | P | GF | GC | Dif. | Clasificación                    |
| ---- | ------------------------- | ---- | -- | - | - | - | -- | -- | ---- | -------------------------------- |
| 1    | Club Fiel                 | 0    | 0  | 0 | 0 | 0 | 0  | 0  | 0    | Campeón y Torneo Provincial 2026 |
| 2    | Deportivo Valle Chico     | 0    | 0  | 0 | 0 | 0 | 0  | 0  | 0    |                                  |
| 3    | Inter del Norte           | 0    | 0  | 0 | 0 | 0 | 0  | 0  | 0    |                                  |
| 4    | La Banda CF               | 0    | 0  | 0 | 0 | 0 | 0  | 0  | 0    |                                  |
| 5    | La Estación (Miraflores)  | 0    | 0  | 0 | 0 | 0 | 0  | 0  | 0    |                                  |
| 6    | Liberal Argentino         | 0    | 0  | 0 | 0 | 0 | 0  | 0  | 0    |                                  |
| 7    | Parque Daza               | 0    | 0  | 0 | 0 | 0 | 0  | 0  | 0    |                                  |
| 8    | Rivadavia (Huillapima)    | 0    | 0  | 0 | 0 | 0 | 0  | 0  | 0    |                                  |
| 9    | San Isidro (Nueva Coneta) | 0    | 0  | 0 | 0 | 0 | 0  | 0  | 0    |                                  |
| 10   | San Martín (Chumbicha)    | 0    | 0  | 0 | 0 | 0 | 0  | 0  | 0    |                                  |
| 11   | Sarmiento                 | 0    | 0  | 0 | 0 | 0 | 0  | 0  | 0    |                                  |

Actualizado a los partidos jugados el septiembre de 2025.
 Fuente: Revista Botineros

#### Evolución de las posiciones
| Equipo / Fecha            | 1  | 2 | 3 | 4 | 5 | 6 | 7 | 8 | 9 | 10 | 11 |
| ------------------------- | -- | - | - | - | - | - | - | - | - | -- | -- |
| Club Fiel                 | 1  | - | - | - | - | - | - | - | - | -  | -  |
| Deportivo Valle Chico     | 2  | - | - | - | - | - | - | - | - | -  | -  |
| Inter del Norte           | 3  | - | - | - | - | - | - | - | - | -  | -  |
| La Banda CF               | 4  | - | - | - | - | - | - | - | - | -  | -  |
| La Estación (Miraflores)  | 5  | - | - | - | - | - | - | - | - | -  | -  |
| Liberal Argentino         | 6  | - | - | - | - | - | - | - | - | -  | -  |
| Parque Daza               | 7  | - | - | - | - | - | - | - | - | -  | -  |
| Rivadavia (Huillapima)    | 8  | - | - | - | - | - | - | - | - | -  | -  |
| San Isidro (Nueva Coneta) | 9  | - | - | - | - | - | - | - | - | -  | -  |
| San Martín (Chumbicha)    | 10 | - | - | - | - | - | - | - | - | -  | -  |
| Sarmiento                 | 11 | - | - | - | - | - | - | - | - | -  | -  |

     Equipo libre de la fecha.
|  |

#### Tabla de resultados cruzados
| Local \ Visitante         | FIE | DVC | INT | LBA | LEM | LIB | PDA | RIV | SIS | SMA | SAR |
| ------------------------- | --- | --- | --- | --- | --- | --- | --- | --- | --- | --- | --- |
| Club Fiel                 |     | -   | -   | -   | -   | -   | -   | -   | -   | -   | -   |
| Deportivo Valle Chico     | -   |     | -   | -   | -   | -   | -   | -   | -   | -   | -   |
| Inter del Norte           | -   | -   |     | -   | -   | -   | -   | -   | -   | -   | -   |
| La Banda CF               | -   | -   | -   |     | -   | -   | -   | -   | -   | -   | -   |
| La Estación (Miraflores)  | -   | -   | -   | -   |     | -   | -   | -   | -   | -   | -   |
| Liberal Argentino         | -   | -   | -   | -   | -   |     | -   | -   | -   | -   | -   |
| Parque Daza               | -   | -   | -   | -   | -   | -   |     | -   | -   | -   | -   |
| Rivadavia (Huillapima)    | -   | -   | -   | -   | -   | -   | -   |     | -   | -   | -   |
| San Isidro (Nueva Coneta) | -   | -   | -   | -   | -   | -   | -   | -   |     | -   | -   |
| San Martín (Chumbicha)    | -   | -   | -   | -   | -   | -   | -   | -   | -   |     | -   |
| Sarmiento                 | -   | -   | -   | -   | -   | -   | -   | -   | -   | -   |     |

### Resultados
| Fecha 1       | Fecha 1   | Fecha 1 | Fecha 1 | Fecha 1 | Fecha 1 |
| Local         | Resultado | Visita  | Estadio | Fecha   | Hora    |
| ------------- | --------- | ------- | ------- | ------- | ------- |
|               | -         |         |         | -       |         |
|               | -         |         |         | -       |         |
|               | -         |         |         | -       |         |
|               | -         |         |         | -       |         |
|               |           |         |         | -       |         |
| Equipo libre: |           |         |         |         |         |

| Fecha 2       | Fecha 2   | Fecha 2 | Fecha 2 | Fecha 2 | Fecha 2 |
| Local         | Resultado | Visita  | Estadio | Fecha   | Hora    |
| ------------- | --------- | ------- | ------- | ------- | ------- |
|               | -         |         |         | -       |         |
|               | -         |         |         | -       |         |
|               | -         |         |         | -       |         |
|               | -         |         |         | -       |         |
|               | -         |         |         | -       |         |
| Equipo libre: |           |         |         |         |         |

| Fecha 3       | Fecha 3   | Fecha 3 | Fecha 3 | Fecha 3 | Fecha 3 |
| Local         | Resultado | Visita  | Estadio | Fecha   | Hora    |
| ------------- | --------- | ------- | ------- | ------- | ------- |
|               | -         |         |         | -       |         |
|               | -         |         |         | -       |         |
|               | -         |         |         | -       |         |
|               | -         |         |         | -       |         |
|               | -         |         |         | -       |         |
| Equipo libre: |           |         |         |         |         |

| Fecha 4       | Fecha 4   | Fecha 4 | Fecha 4 | Fecha 4 | Fecha 4 |
| Local         | Resultado | Visita  | Estadio | Fecha   | Hora    |
| ------------- | --------- | ------- | ------- | ------- | ------- |
|               | -         |         |         | -       |         |
|               | -         |         |         | -       |         |
|               | -         |         |         | -       |         |
|               | -         |         |         | -       |         |
|               | -         |         |         | -       |         |
| Equipo libre: |           |         |         |         |         |

| Fecha 5       | Fecha 5   | Fecha 5 | Fecha 5 | Fecha 5 | Fecha 5 |
| Local         | Resultado | Visita  | Estadio | Fecha   | Hora    |
| ------------- | --------- | ------- | ------- | ------- | ------- |
|               | -         |         |         | -       |         |
|               | -         |         |         | -       |         |
|               | -         |         |         | -       |         |
|               | -         |         |         | -       |         |
|               | -         |         |         | -       |         |
| Equipo libre: |           |         |         |         |         |

| Fecha 6       | Fecha 6   | Fecha 6 | Fecha 6 | Fecha 6 | Fecha 6 |
| Local         | Resultado | Visita  | Estadio | Fecha   | Hora    |
| ------------- | --------- | ------- | ------- | ------- | ------- |
|               | -         |         |         | -       |         |
|               | -         |         |         | -       |         |
|               | -         |         |         | -       |         |
|               | -         |         |         | -       |         |
|               | -         |         |         | -       |         |
| Equipo libre: |           |         |         |         |         |

| Fecha 7       | Fecha 7   | Fecha 7 | Fecha 7 | Fecha 7 | Fecha 7 |
| Local         | Resultado | Visita  | Estadio | Fecha   | Hora    |
| ------------- | --------- | ------- | ------- | ------- | ------- |
|               | -         |         |         | -       |         |
|               | -         |         |         | -       |         |
|               | -         |         |         | -       |         |
|               | -         |         |         | -       |         |
|               | -         |         |         | -       |         |
| Equipo libre: |           |         |         |         |         |

| Fecha 8       | Fecha 8   | Fecha 8 | Fecha 8 | Fecha 8 | Fecha 8 |
| Local         | Resultado | Visita  | Estadio | Fecha   | Hora    |
| ------------- | --------- | ------- | ------- | ------- | ------- |
|               | -         |         |         | -       |         |
|               | -         |         |         | -       |         |
|               | -         |         |         | -       |         |
|               | -         |         |         | -       |         |
|               | -         |         |         | -       |         |
| Equipo libre: |           |         |         |         |         |

| Fecha 9       | Fecha 9   | Fecha 9 | Fecha 9 | Fecha 9 | Fecha 9 |
| Local         | Resultado | Visita  | Estadio | Fecha   | Hora    |
| ------------- | --------- | ------- | ------- | ------- | ------- |
|               | -         |         |         | -       |         |
|               | -         |         |         | -       |         |
|               | -         |         |         | -       |         |
|               | -         |         |         | -       |         |
|               | -         |         |         | -       |         |
| Equipo libre: |           |         |         |         |         |

| Fecha 10      | Fecha 10  | Fecha 10 | Fecha 10 | Fecha 10 | Fecha 10 |
| Local         | Resultado | Visita   | Estadio  | Fecha    | Hora     |
| ------------- | --------- | -------- | -------- | -------- | -------- |
|               | -         |          |          | -        |          |
|               | -         |          |          | -        |          |
|               | -         |          |          | -        |          |
|               | -         |          |          | -        |          |
|               | -         |          |          | -        |          |
| Equipo libre: |           |          |          |          |          |

| Fecha 11      | Fecha 11  | Fecha 11 | Fecha 11 | Fecha 11 | Fecha 11 |
| Local         | Resultado | Visita   | Estadio  | Fecha    | Hora     |
| ------------- | --------- | -------- | -------- | -------- | -------- |
|               | -         |          |          | -        |          |
|               | -         |          |          | -        |          |
|               | -         |          |          | -        |          |
|               | -         |          |          | -        |          |
|               | -         |          |          | -        |          |
| Equipo libre: |           |          |          |          |          |

|  |

## Estadísticas

### Goleadores
| Jugador                      | Equipo | Goles |
| ---------------------------- | ------ | ----- |
| Bandera de Argentina         |        |       |
| Bandera de Argentina         |        |       |
| Bandera de Argentina         |        |       |
| Actualizado al abril de 2025 |        |       |

| Bandera de Argentina |

| Jornada  | Goles | PJ | Promedio |
| -------- | ----- | -- | -------- |
| Fecha 1  |       |    | 0        |
| Fecha 2  |       |    | 0        |
| Fecha 3  |       |    | 0        |
| Fecha 4  |       |    | 0        |
| Fecha 5  |       |    | 0        |
| Fecha 6  |       |    | 0        |
| Fecha 7  |       |    | 0        |
| Fecha 8  |       |    | 0        |
| Fecha 9  |       |    | 0        |
| Fecha 10 |       |    | 0        |
| Fecha 11 |       |    | 0        |
| Total    | -     | -  | 0        |